# Inspizient der Flakartillerie beim Luftwaffenkommando Südost
Der Inspizient der Flakartillerie beim Luftwaffenkommando Südost war ein Kommandostab auf Brigadeebene der Luftwaffe während des Zweiten Weltkriegs. Die Aufstellung des Brigadestabes erfolgte im Juli 1943. Einziger Kommandeur war Oberst Otto Sydow.
Nach dem Waffenstillstand Italiens und dem damit einhergehenden Austritt aus der Achse wurde Albanien von der Wehrmacht besetzt. In diesem Zusammenhang übernahm der Inspizient die operative Führung der an dieser Besetzung beteiligten Flakverbände. Die unterstellten Flak-Regimenter sind nicht bekannt geworden. Nach Abschluss der Besetzung wurde der Brigadestab am 1. Oktober 1943 in den Divisionsstab der 20. Flak-Division umgewandelt. Ob die zum Zeitpunkt der Aufstellung des Divisionsstabes der 20. Flak-Division unterstellten Flak-Regimenter 38 und 40 bereits dem Inspizient unterstanden hatten, ist nicht bekannt.